# Science-fiction
Pour les articles homonymes, voir Science Fiction (homonymie) et SF.

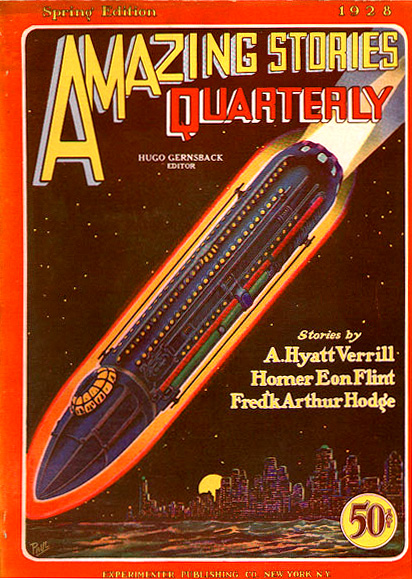
Amazing Stories, premier magazine de science-fiction américain.

La science-fiction est un genre narratif, principalement littéraire (littérature et bande dessinée), cinématographique et vidéo-ludique. Comme son nom l'indique, elle consiste à raconter des fictions reposant sur des progrès scientifiques et techniques obtenus dans un futur plus ou moins lointain (il s'agit alors également d'anticipation), parfois dans un passé fictif ou dans un univers parallèle au nôtre. Elle met ainsi en œuvre des progrès physiquement impossibles, du moins en l'état actuel de nos connaissances, donnant les thèmes classiques du voyage dans le temps, du voyage interplanétaire ou interstellaire, de la colonisation de l'espace, de la rencontre avec des extra-terrestres, de la confrontation entre l'espèce humaine et ses créations, notamment les robots et les clones, ou de la catastrophe apocalyptique planétaire.
L'intrigue des récits de science-fiction peut se dérouler sur Terre (utopies, dystopies qui sont souvent des contre-utopies), dans l'espace interstellaire (vaisseau spatial dans le space opera, exoplanètes dans le planet opera) ou les deux.
La hard science-fiction, notamment le biopunk, le cyberpunk et le postcyberpunk (qui met en scène des robots), extrapole des connaissances actuelles scientifiques, technologiques et ethnologiques.
Ce genre peut parfois être associé à d'autres, comprenant une dimension inexplicable ou imaginaire comme la religion, le fantastique (surnaturel et réalisme fantastique : mythologie, extra-terrestre, monde perdu, mondes parallèles), la fantasy (science fantasy ou space fantasy, faisant souvent intervenir la magie), ainsi que la guerre ou l'humour.

## Étymologie et origine

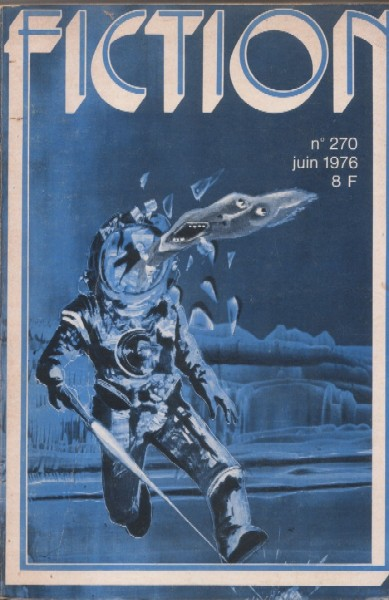
Couverture du no 270 (juin 1976) illustrée par Philippe Legendre-Kvater.

Le terme français « science-fiction » a pour origine le terme anglais science fiction, qui est apparu en 1851 sous la plume de William Wilson dans un essai intitulé A Little Earnest Book Upon A Great Old Subject. Il s'agissait alors d'un usage isolé. En janvier 1927, on trouve dans les colonnes du courrier d'Amazing Stories la phrase suivante : « Remember that Jules Verne was a sort of Shakespeare in science fiction ». C'est en 1929, à la suite de l'éditorial d'Hugo Gernsback dans le premier numéro du pulp magazine intitulé Science Wonder Stories, que le terme commence à s'imposer aux États-Unis, aussi bien dans les milieux professionnels que chez les lecteurs, remplaçant de facto d'autres vocables alors en usage dans la presse spécialisée comme « scientific romance » ou « scientifiction ».
Dans son essai intitulé On The Writing of Speculative Fiction, publié en 1947 dans Of Worlds Beyond, l'auteur américain Robert A. Heinlein plaide en faveur du concept de « speculative fiction », ou fiction spéculative réaliste pour se démarquer des récits de fantasy qui paraissaient encore à l'époque sous l'étiquette générale de science fiction. Si le néologisme de Robert A. Heinlein connait un grand succès jusque dans les années 1960, le terme de science fiction se maintient toujours comme référence. Ainsi, Le Meilleur des mondes d'Aldous Huxley est un roman de type science-fiction.
Dans le monde francophone, le terme de science-fiction s'impose à partir des années 1950, ayant pour synonyme et concurrent direct le mot anticipation. Précédemment, il s'agissait plutôt de « merveilleux scientifique » ou de voyages « extraordinaires ». Si le mot anglais original s'écrit le plus souvent science fiction, le mot français s'orthographie avec un trait d'union : science-fiction. L'abréviation française S.F., ou SF, est devenue courante à partir des années 1970.

## Définitions et fonctionnement
Une représentation répandue que l'on trouve dans les dictionnaires dépeint la science-fiction comme un genre narratif qui met en scène des univers où se déroulent des faits impossibles ou non avérés en l’état actuel de la civilisation, des techniques ou de la science, et qui correspondent généralement à des découvertes scientifiques et techniques à venir. Cette description générale recouvre de nombreux sous-genres, comme la hard science-fiction, qui propose des conjectures plus ou moins rigoureuses à partir des connaissances scientifiques actuelles, les uchronies, qui narrent ce qui se serait passé si un élément du passé avait été différent, le cyberpunk, branché sur les réseaux, le space opera, la speculative fiction, le planet opera, le policier/science-fiction et bien d’autres. Cette diversité de la science-fiction rend sa définition difficile. Bien qu'il n'existe pas de consensus à propos d'une définition de la science-fiction (en) (presque tous les écrivains ont donné leur propre définition), on admet généralement que certains mécanismes narratifs caractéristiques doivent être présents dans une œuvre pour que l'on puisse la classer dans ce genre. Ainsi, The Cambridge Companion to Science Fiction synthétise ces caractéristiques par la formulation de plusieurs réquisits :
- l'expérience de pensée : le récit de science-fiction est toujours un « que se passe-t-il si… ? ». C'est une fiction spéculative qui place les idées au même plan que les personnages ;
- la distanciation cognitive : le lecteur doit être embarqué dans un monde inhabituel ;

« C’est notre monde disloqué par un certain genre d’effort mental de l’auteur, c’est notre monde transformé en ce qu’il n’est pas ou pas encore. Ce monde doit se distinguer au moins d’une façon de celui qui nous est donné, et cette façon doit être suffisante pour permettre des événements qui ne peuvent se produire dans notre société - ou dans aucune société connue présente ou passée. Il doit y avoir une idée cohérente impliquée dans cette dislocation ; c’est-à-dire que la dislocation doit être conceptuelle, et non simplement triviale ou étrange - c’est là l’essence de la science-fiction, une dislocation conceptuelle dans la société en sorte qu’une nouvelle société est produite dans l’esprit de l’auteur, couchée sur le papier, et à partir du papier elle produit un choc convulsif dans l’esprit du lecteur, le choc produit par un trouble de la reconnaissance. Il sait qu’il ne lit pas un texte sur le monde véritable. »

— Philip K. Dick, lettre du 14 mai 1981
- l'activité de compréhension du lecteur : elle fait suite à la distanciation. Le lecteur doit reconstruire un monde imaginaire à partir de connaissances qui ne relèvent ni du merveilleux ni du religieux, mais de théories ou de spéculations scientifiques, même s'il s'agit de connaissances qui violent les principes de nos connaissances actuelles. Ce monde inhabituel n'étant pas donné d'un coup, le lecteur doit se servir pour cela d'éléments fournis par l'auteur (objets techniques spécifiques, indices de structures sociales particulières, etc.). Ainsi, elle se distingue nettement de la fantasy, genre qu'elle côtoie dans les rayons des librairies, ce qui n'empêche pas l'écrivain Terry Pratchett de déclarer avec humour : « La science-fiction, c'est de la fantasy avec des boulons »[12] ;
- les références à un bagage culturel commun : le vocabulaire et les thèmes de la science-fiction font partie d'une culture familière au lecteur qui lui permet de s'y reconnaître. Les magazines de science-fiction contribuent à la popularité du genre.

La science-fiction peut être un matériau pour la prospective, puisqu'elle construit et diffuse des représentations de l'avenir. Elle aide les prospectivistes à imaginer les conséquences et implications des développements techniques. La science-fiction est plus à l’aise dans l’exploration imaginaire et moins sujette à des préventions. La mise en récit ou la mise en images facilite les expressions et alerte sur des tendances jugées inquiétantes,.

## Sous-genres

### Hard science-fiction

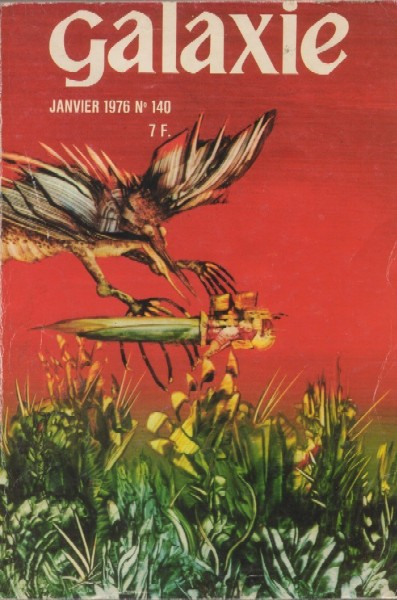
Couverture du Galaxie no 140, par Philippe Legendre-Kvater (janvier 1976).

Une définition de la hard science fiction, ou hard SF, fut proposée par l'écrivain américain Allen Steele en 1992 : « La hard SF est une forme de littérature de l'imaginaire qui se construit autour de la science établie ou de son extrapolation prudente ». L'expression fut utilisée pour la première fois en 1957 par P. Schuyler Miller dans un compte-rendu de Islands of Space de John W. Campbell, publié dans la revue Astounding Science Fiction. Ce genre est représenté par exemple par les œuvres d'Arthur C. Clarke, Stephen Baxter et Greg Egan.

### Voyage dans le temps
Le voyage dans le temps peut être un genre à part entière ou l'un des thèmes d'une œuvre. Ce genre affronte les problèmes liés aux paradoxes temporels, comme le paradoxe du grand-père, mais peut amener à des réflexions sur certains événements historiques lorsque, par exemple, un personnage crée l'histoire qu'il voulait en fait observer, comme dans Voici l'homme de Michael Moorcock. Le classique du genre est La Machine à explorer le temps de H. G. Wells.

### Uchronie
L’uchronie prend comme point de départ une situation historique existante et en modifie l’issue pour ensuite imaginer les différentes conséquences possibles. Un exemple est Le Maître du Haut Château de Philip K. Dick.
Le Steampunk est, par exemple, une forme d'uchronie rétro-futuriste, principalement caractérisée par les œuvres de Jules Verne ou de H. G. Wells, ainsi que par le roman L'Ève future d'Auguste de Villiers de l'Isle-Adam.

### Cyberpunk
L’appellation cyberpunk est apparue dans les années 1980. Elle désigne un sous-genre de l'anticipation, elle-même sous-genre de la science-fiction, décrivant un monde futuriste de manière dystopique (négative). Le cyberpunk met souvent en scène un futur proche, avec une société technologiquement avancée (notamment pour les technologies de l'information et la cybernétique).
Parmi les principaux écrivains cyberpunk, on peut citer William Gibson, et plus particulièrement son roman Neuromancien (1984), ou Neal Stephenson.

### Space opera
Les récits de space opera articulent leur intrigue autour de voyages interplanétaires ou interstellaires. Dans ces récits, les théories d'astrophysique croisent les protocoles des récits d'aventures maritimes et en reprennent généralement le lexique (vaisseau, flotte…). Une part non négligeable de ces récits relève également de la science-fiction militaire. Ces récits, où la possibilité des déplacements à très longue distance est centrale, permettront le développement du thème d'empire interstellaire ou galactique.
Le Space opera apparaît en France notamment avec La Roue fulgurante de Jean de la Hire en 1908 puis dans les années 1920 avec les romans de l'auteur américain Edward Elmer Smith, notamment La Curée des astres (1928) co-écrit avec Lee Hawkins Garby (en), qui parait en 1928 dans le magazine spécialisé américain Amazing Stories. Ensuite cette thématique apparait à une plus grande échelle dans Triplanétaire (1934) qui ouvrait le Cycle du Fulgur. Après la Seconde Guerre mondiale, le space opera devient un genre prisé de la télévision, avec des séries comme Star Trek (États-Unis, 1964) de Gene Roddenberry et Cosmos 1999 (Angleterre, 1975) de Gerry Anderson. Le film Stargate, la porte des étoiles est à l'origine, en 1997, de la série Stargate SG-1 et de trois séries dérivées, qui connaissent un grand succès populaire tout au long des années 2000.
Inspirée de la fascination contemporaine pour la technologie, l'espace et les lieux « exotiques », exploitant les nouvelles technologies audio telles que le son stéréophonique, l'enregistrement multipiste et les premiers instruments électroniques, la space age pop (litt. « pop de l'ère spatiale ») est un sous-genre musical d'easy listening associée aux compositeurs, auteurs-compositeurs et chefs d'orchestre américains et mexicains de l'ère spatiale des années 1950 et 1960,.
En littérature, le genre se porte bien dans les années 2000 et 2010, à travers de grands auteurs et des œuvres majeures au premier rang desquels Dan Simmons (cycles Hypérion et Endymion, Ilium et Olympos), Peter F. Hamilton (cycles L'Aube de nuit, L'Étoile de Pandore, La Trilogie du vide), Alastair Reynolds (cycle des Inhibiteurs), David Weber (cycle Honor Harrington) et John Scalzi (cycle Le Vieil Homme et la Guerre)[source secondaire nécessaire].

### Space fantasy
Les récits qui mêlent à des univers de space opera certains éléments typiques de la fantasy : magie, quête initiatique, atmosphère de conte. Ce genre peut réunir aussi bien les univers futuristes façon Warhammer 40,000, où eldar et orques se battent à bord d'immenses machines de guerre, que d'autres plus étranges comme Spelljammer, où elfes, nains et humains explorent l'espace à bord de navires magiques, dépourvus de la moindre trace de technologie. Un cycle présentant les caractéristiques de la space fantasy peut également évoluer en planet opera fantasy, comme les cycles de Ténébreuse et La Ballade de Pern par exemple. Pour le cinéma, le genre connaît un succès retentissant en 1977 avec le film La Guerre des étoiles (renommé Star Wars: A New hope à partir de 1981) (États-Unis, 1977) de George Lucas, premier volet de la trilogie originale Star Wars, puis quatrième volet de la saga cinématographique du même nom.

### Planet opera
Les récits de planet opera ont pour décor une planète étrangère aux caractéristiques déroutantes et mystérieuses, où les principaux personnages ont pour mission d'explorer et de découvrir sous tous ses aspects (faune, flore, ressources). La trilogie d'Helliconia en est l'exemple canonique.

### Science-fiction post-apocalyptique
La science-fiction post apocalyptique met en scène le monde après une catastrophe ayant détruit la planète et/ou radicalement changé la société.

### Science-fiction féministe
La science-fiction féministe explore la thématique du genre en science-fiction, explorant le thème du genre, de la sexualité, des cyborgs, des mondes unigenrés et de la place des femmes. Parmi les précurseures, on compte Christine de Pizan avec son allégorie La Cité des dames,,,,,. En France le roman de l'écrivaine féministe Marie-Anne Robert Voyage de Milord Céton dans les Sept Planètes  publié en 1765 est considéré comme un des premiers romans de science-fiction.
En 1666 parait The Blazing World de Margaret Cavendish, qui décrit un royaume utopique gouverné par une impératrice. Une autre des premières écrivaines de science-fiction est Mary Shelley, son roman Frankenstein (1818) traite de la création asexuée d'une nouvelle vie et est considéré parfois comme une réinvention de l'histoire d'Adam et Ève et est un des premiers romans du genre de la science-fiction, mais aussi féministe dans son essence.
Bertha von Suttner publie en Das Maschinenalter entsteht (en français : L'âge des machines) en 1889 qui est considérée comme la première utopie littéraire publiée par une autrice de langue allemande.
Rêve de Sultane (1905), de la féministe musulmane de science-fiction bengalie Rokeya Sakhawat Hussain est le premier du genre au Bengale. Il est écrit en langue anglaise et  aborde le rôle limité des femmes dans l'Inde coloniale. Dans le roman utopique Beatrice the Sixteenth (1909), l'écrivaine transgenre Irene Clyde crée un monde où le genre n'est plus reconnu et l'histoire elle-même est racontée sans l'utilisation de noms sexués.
Trois textes notables de la science-fiction féministe  de la période des années 1960 sont La Main gauche de la nuit (1969) d'Ursula K. Le Guin, Une femme au bord du temps (1976) de Marge Piercy et L'Autre Moitié de l'homme (1970) de Joanna Russ. Chacun met en évidence ce que les autrices croient être les aspects socialement construits des rôles de genre en créant des mondes avec des sociétés sans genre.
Dans les années 1970, des romans de féminisme intersectionnel et de science-fiction queer font leur apparition. Liens de sang d'Octavia E. Butler (1979) raconte l'histoire d'une femme africaine-américaine vivant aux États-Unis en 1979 qui voyage de manière incontrôlable dans le temps vers le sud d'avant-guerre. Le roman pose des questions compliquées sur la nature de la sexualité, du genre et de la race lorsque le présent fait face au passé. Samuel Delany est un auteur bisexuel et afro-américain emblématique qui aborde de manière frontale pour la première fois la sexualité queer dans ses romans et nouvelles. …et pour toujours Gomorrhe (Aye, and Gomorrah…) remporte le prix Nebula de la meilleure nouvelle courte 1967 et L'Intersection Einstein remporte le prix Nebula du meilleur roman 1967. Delany publie aussi un essai intitulé Racism and Science Fiction. La nomination de femmes et de personnalités queer et issues de minorités raciales entraine en 2013  des réactions fortes de Larreia Correia, qui crée peu de temps après le mouvement des Sad Puppies, une campagne anti-diversité dans le milieu SF.

## Histoire
La science-fiction est un genre complexe qui se prête mal à l'exégèse historique. De nombreux aspects, comme les raisons sociales, économiques, culturelles de son développement dans tel pays, n'ont pas fait, ou très peu, l'objet d'études approfondies. Les études de la science-fiction en tant que littérature à part entière sont également peu nombreuses.

### «Précurseurs»

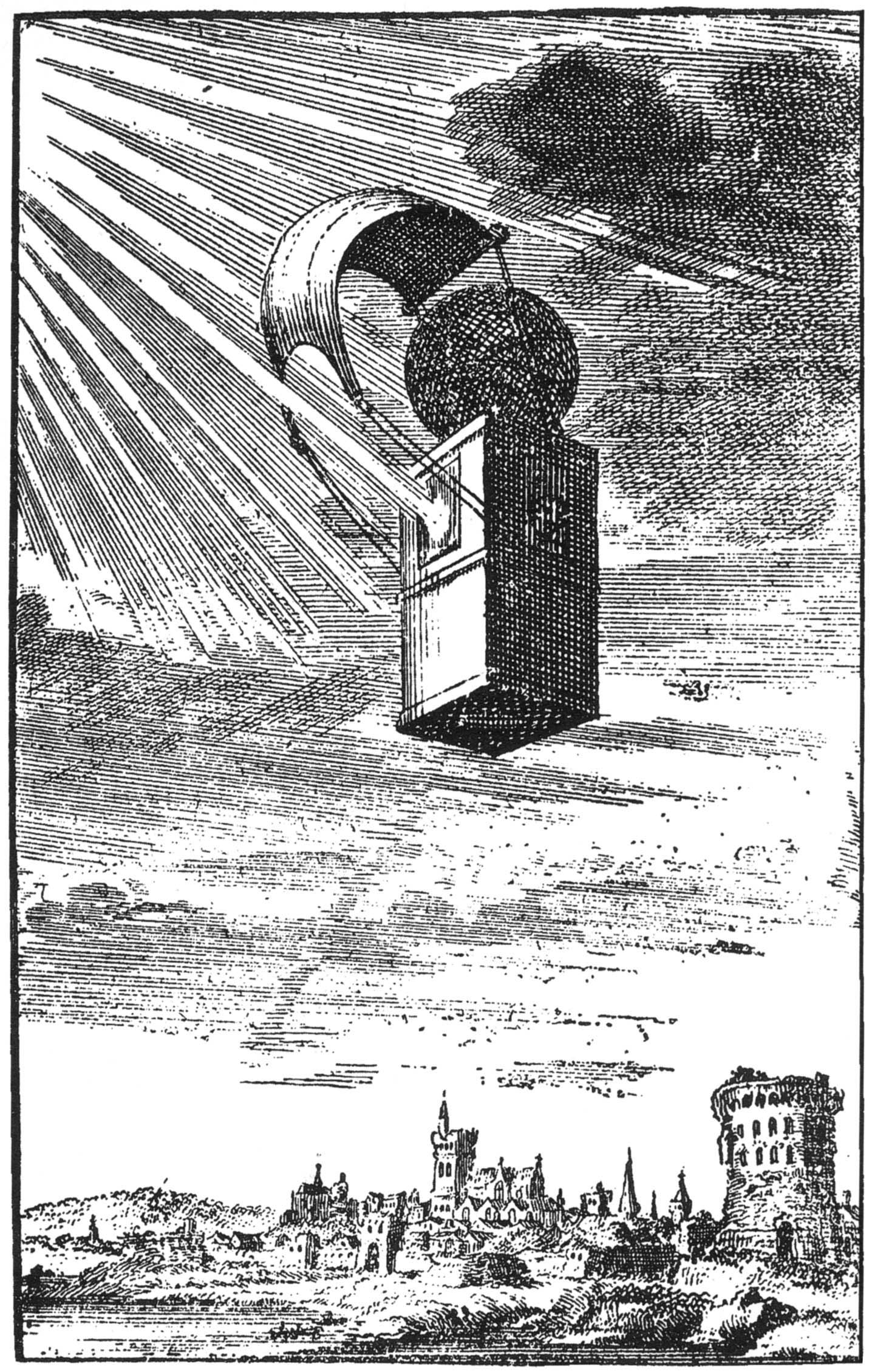
Illustration de Lorenz Scherm pour l’Histoire comique contenant les Estats et empires du Soleil (Amsterdam, 1710) de Cyrano de Bergerac

De même que par un débat sans fin on tente de définir la science-fiction, ses historiens ne sont pas toujours d'accord sur les origines du genre, et c'est un poncif de l'histoire de la science-fiction que de rechercher ses origines dans les écrits les plus anciens . Histoires vraies écrit au IIe siècle par Lucien de Samosate, est parfois considéré comme le premier ouvrage relevant du genre,. Ses voyages extraordinaires auront une très longue postérité. Mais cette archéologie se heurte à une objection :

« L'erreur de tout historien de la science-fiction est de négliger qu'il ne peut y avoir de science-fiction (même baptisée « anticipation scientifique ») tant qu'il n'y a pas de sciences, et même de sciences appliquées. »

Pour sa part, Régis Messac n'hésite pas à prétendre dès 1926 que l'on pourrait « composer un numéro entier de The American Mercury rien qu’avec des titres d’œuvres de fiction traitant de thèmes scientifiques ». Et d’en citer quelques-unes choisies au hasard parmi les plus significatives :
- Francis Godwin, The Man in the Moon or a Discourse of a Voyage Thither by Domingo Gonsales (1638);
- Cyrano de Bergerac, Voyages aux Estats de la Lune et du Soleil, posthume (1657) ;
- Denis Veiras, Histoire de Sevarambes (1677) ;
- Charles de Fieux de Mouhy, Lamékis (1735) ;
- Voltaire, Micromégas (1752) ;
- Robert Paltock, The Adventures of Peter Wilkins (1767).

Parmi les romans du début du XXe siècle, il cite Le Péril bleu, de Maurice Renard et les Xipéhuz, de J. H. Rosny.
D'autres, c'est le cas de Brian Aldiss dans son essai Trillion Year Spree ou de Joanna Russ dans To Write Like a Woman considèrent que le premier roman de science-fiction n'est autre que le roman Frankenstein de Mary Shelley,. C'est du moins le premier ouvrage dans lequel est créée une histoire fantastique qui ne relève pas de la pure fantaisie ou du surnaturel : « The event on which this fiction is founded has been supposed, by Dr. Darwin, and some of the physiological writers of Germany, as not of impossible occurrence. »
Parmi les précurseurs sont souvent cités : 
- Lucien de Samosate (125-192), Histoire véritable ;
- Thomas More (1478-1535), L'Utopie, 1516 ;
- François Rabelais (1483/1494-1553), Pantagruel 1532 et Gargantua 1534 ;
- Francis Godwin (1562-1633), The Man in the Moone, 1638 ;
- Johannes Kepler (1571-1630), Le Songe ou l'Astronomie lunaire, 1634 ;
- Cyrano de Bergerac (1616-1655), Histoire comique des États et Empires de la Lune et Histoire comique des États et Empires du Soleil (satiriques), 1627 ;
- Margaret Cavendish, The Blazing World, 1666 ;
- Voltaire (1694-1778), Micromégas, (relate l’arrivée de géants provenant de Saturne et Sirius), 1752 ;
- Marie-Anne Robert, Voyage de Milord Céton dans les Sept Planètes, 1765[28] :
- Louis-Sébastien Mercier (1740-1814), L'An 2440, rêve s'il en fut jamais, 1771 ;
- François-Félix Nogaret (1740-1831), Le Miroir des événemens actuels ou la Belle au plus offrant[43], fable scientifique de la création d'un homme artificiel, sorte d'automate ;
- Mary Shelley (1797-1851), Frankenstein, 1818 ;
- Edgar Allan Poe (1809-1849), Aventure sans pareille d'un certain Hans Pfaall, 1835 ;
- Charlemagne Ischir Defontenay (1819-1856), Star ou Ψ de Cassiopée , 1854 ;
- Annie Denton Cridge, Man's Rights, 1870,
- Edward Page Mitchell (1852-1927), The Ablest Man in the World (en), 1874 ;
- Mary E. Bradley Lane, Mizora, 1880-1881
- Auguste de Villiers de L'Isle-Adam (1838-1889), L'Ève future (apparition du premier androïde), 1886 ;
- Elizabeth Burgoyne Corbett.New Amazonia: A Foretaste of the Future, 1889 ;
- Alice Ilgenfritz Jones et d'Ella Robinson Merchant, Unveiling a Parallel 1893 ;
- Roquia Sakhawat Hussain (Begum Rokeya), Sultana's Dream, un des premiers romans de science-fiction féministe et de science-fiction bengalie[44].
- Evgueni Zamiatine (1884-1937), Nous autres (première œuvre dystopique, ou de contre-utopie), 1920 ;

### «Conjecteurs rationnels»

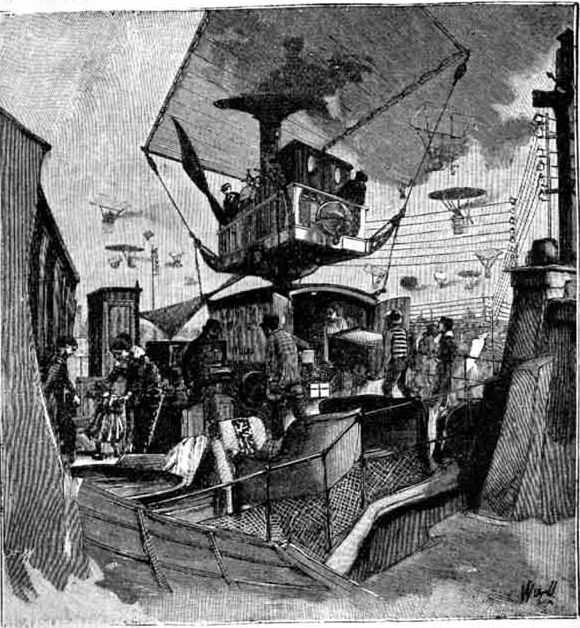
Un train aérien. Illustration de La Fin du monde de Camille Flammarion. 1911.

La science-fiction moderne compte notamment une mère fondatrice et deux pères fondateurs : 
- Mary Shelley avec Frankenstein publié en 1818 ou The last man (1826).
- Jules Verne (1828-1905) avec De la Terre à la Lune en 1865, Vingt mille lieues sous les mers en 1870[45], ou Robur le Conquérant (1886).
- H. G. Wells (1866-1946) avec notamment La Machine à explorer le temps (1895), L'Homme invisible (1897) ou La Guerre des mondes (1898), sans doute le plus célèbre.

Ils appartiennent cependant à une époque qui voit fleurir de nombreux romans d'anticipation scientifique. Cette floraison est favorisée par de nombreux progrès scientifiques réels, par l'alphabétisation de la fin du XIXe siècle et par le développement d'une littérature populaire diffusée par des revues.
- Edward Everett Hale (1822-1909), dont The Brick Moon (1869) et sa suite Life on the Brick Moon, mettent en scène le premier satellite artificiel ;
- le capitaine Danrit (1855-1916), qui explora les thèmes du militarisme, de la guerre et du colonialisme à travers le roman d'anticipation : La Guerre de demain (1888-1896), La Guerre au XXe siècle : L'invasion noire (1894) ;
- les frères Boex (1856-1940, 1859-1948), qui écrivirent ensemble sous le pseudonyme J.-H. Rosny jusqu'en 1908 (avant de poursuivre leur œuvre séparément sous les noms de J.-H. Rosny aîné et J.-H. Rosny jeune). L'aîné est, entre autres, l'auteur de Les Xipéhuz (1887) et La Mort de la Terre (1910). En 1925, J.-H. Rosny aîné crée le terme astronaute dans son roman Les Navigateurs de l'infini ;
- Edgar Rice Burroughs (1875-1950) et son héros John Carter dans le Cycle de Mars.

Parmi les auteurs d’environ trois mille « romans scientifiques » écrits en français entre 1860 et 1950, on signalera : Maurice Renard, Gustave Le Rouge, Léon Groc, Régis Messac (Quinzinzinzili), Jacques Spitz (L'Œil du purgatoire), Théo Varlet, Jean Ray, René Barjavel et Olivier de Traynel.
La science-fiction n'est donc pas née aux États-Unis au XXe siècle, mais en France au XIXe siècle. Des écrivains comme Flammarion, Verne, Rosny aîné, ou Renard avec le merveilleux scientifique vont poser les bases de la science-fiction moderne, bien avant Heinlein, Asimov, Dick et d'autres écrivains américains.

### Âge d'or

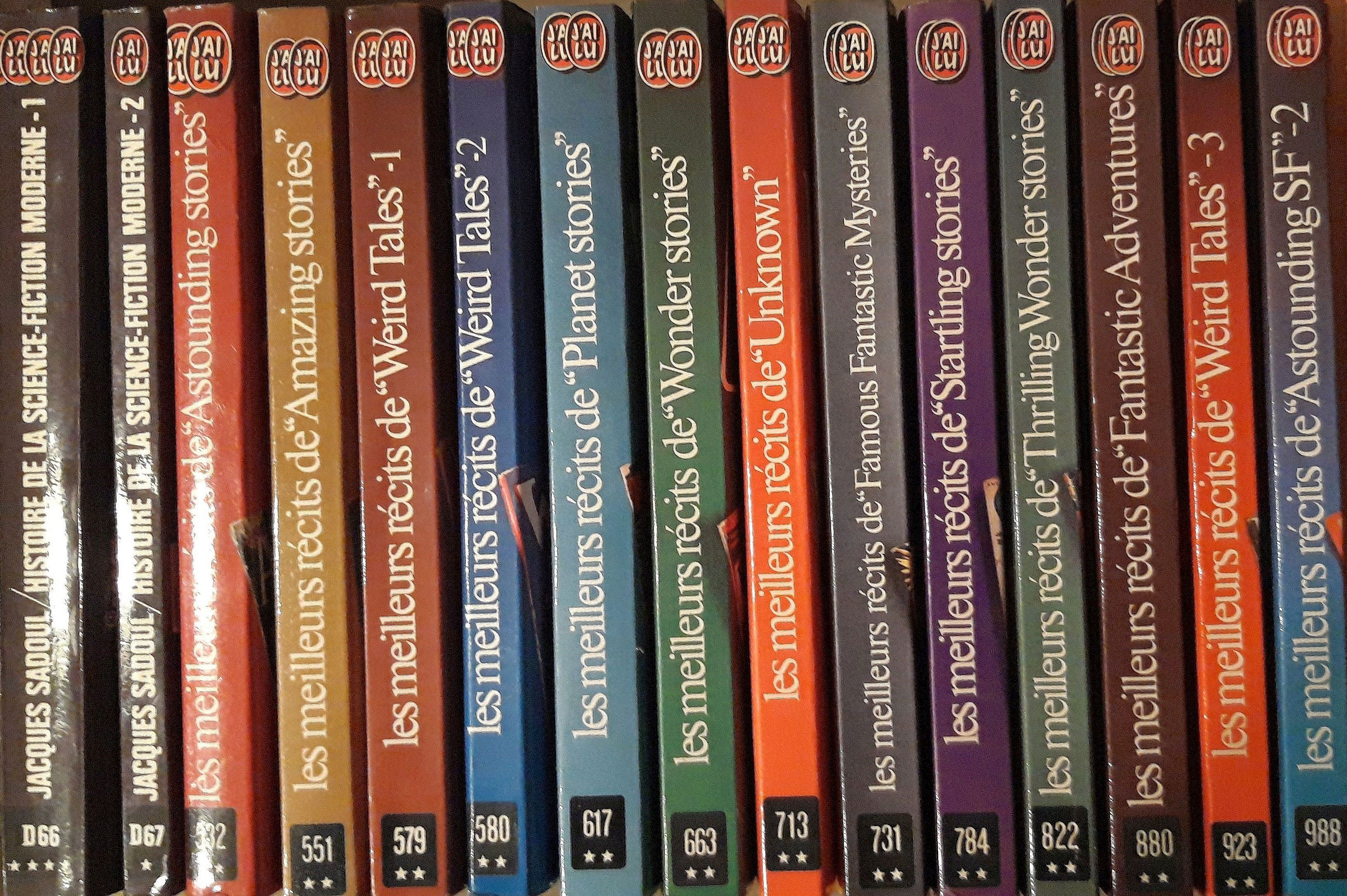
Les meilleurs Récits de….

Si la science-fiction a vu le jour en Europe et s’est bien développée en France, au Royaume-Uni et en Allemagne, ce sont les États-Unis, entre 1920 et 1955, qui donneront au genre son « âge d'or ». Ce déplacement de l'Europe aux États-Unis peut s'expliquer par plusieurs facteurs : d'une part, la presse populaire en Europe est plus exposée à la censure liée aux publications pour la jeunesse ; d'autre part, la littérature, en France particulièrement, est fortement hiérarchisée entre une littérature distinguée et une littérature de masse. Un autre facteur est l'industrialisation de la presse, qui permet des publications bon marché et à gros tirage. C’est à ce moment que se multiplient les revues spécialisées de science-fiction qui suivent la tradition des pulps (revues populaires de faible qualité et très peu chères). Citons parmi les premières du genre Weird Tales, née en 1923 ; Amazing Stories, née en 1926 ; Wonder Stories, née en 1929 ; Astounding Stories, née en 1930. Aux États-Unis, plus de 30 revues existeront simultanément. L’édition sous forme de livres des textes de science-fiction est plus tardive, et se manifestera plus particulièrement après la Seconde Guerre mondiale, avec le livre de poche, et dans des pays dont l'industrie favorise ce type de format au détriment de la revue, comme la France. Elle précède de peu la disparition de nombreuses revues.
Certains auteurs et critiques, comme Serge Lehman, voient cependant là une sorte d'« amnésie » frappant la production française. Dans l'anthologie Chasseurs de chimères (2006), Lehman rassemble des textes tels que la nouvelle de J.-H. Rosny aîné, Les Xipéhuz (1897) ; l'épopée spatiale de Jean de La Hire, La Roue fulgurante, parue dans Le Matin en 1907 ; La Découverte de Paris, d'Octave Béliard, parue dans Lectures pour tous (1911) ; le roman de Maurice Renard, Le Péril bleu (1912), racontant la rencontre avec une autre espèce ; Les Signaux du Soleil (1943) de Jacques Spitz, etc. Le magazine Sciences et Voyages publie ainsi plusieurs nouvelles au cours de la première moitié du XXe siècle, tandis que le Prix Jules-Verne récompense divers auteurs de 1927 à 1933 puis de 1958 à 1963. Après la Seconde Guerre mondiale, la France découvrira la SF américaine, notamment sous l'influence de Boris Vian et Raymond Queneau. En 1953, Michel Butor commente la « crise de croissance de la science-fiction ».
Le support de parution périodique (revue, pulp) a fortement marqué le genre. Le format et la périodicité ont fait que beaucoup de nouvelles et de courts romans (novellas) ont été écrits. Les œuvres longues n’étaient que le fait des auteurs les plus célèbres et paraissaient par épisodes, ce qui n’était pas sans conséquences sur le texte puisque les auteurs devaient s’y adapter. De ces premiers magazines spécialisés ont émergé la plupart des principaux écrivains classiques de science-fiction : Howard Phillips Lovecraft, Isaac Asimov, Frank Herbert, Ray Bradbury, Arthur C. Clarke, Frederik Pohl, Robert A. Heinlein, Alfred Bester, A. E. van Vogt, Clifford Donald Simak, Theodore Sturgeon, etc. Si cette période voit apparaître les auteurs de référence, les productions habituelles n'en sont pas moins médiocres :
« […] très vite les magazines se multiplient. Ils visent d'abord un public populaire et sacrifient la qualité littéraire ou même la vraisemblance à la recherche du sensationnel […] ».
Elle est aussi marquée par son temps, en particulier dans les années 1930-1940 où à travers les poncifs du genre transparaissent des thèmes nationaux et populistes :
« On définit souvent ainsi la « dernière » époque Gernsback : des récits sans véritable rigueur narrative, où les aventures s'enchaînent de façon simpliste, où la « conjecture » est réduite à un changement de décor et l'altérité des peuples et planètes extra-terrestres, simplifiée en « danger universel » ; un merveilleux scientifique proche du scientisme et s'encombrant moins de rigueur que de brillant ; une action frénétique mise au service d'une morale réactionnaire ».
La science-fiction n'échappe pas non plus à l'influence du nazisme (voir Science-fiction et nazisme). Cette période fut aussi marquée par l'émergence du cinéma, né en 1895. Celui-ci se tournera très tôt vers la science-fiction et le fantastique, avec Le Voyage dans la Lune de Georges Méliès (1902) et les films de l’expressionnisme allemand, comme le Nosferatu (Nosferatu, eine Symphonie des Grauens) de F.W. Murnau (1922) et Metropolis de Fritz Lang (1927). Parmi les films majeurs de cette période, on peut citer Frankenstein (James Whale, 1931), King Kong (Merian C. Cooper et Ernest B. Schoedsack, 1933), qui étonna par ses effets spéciaux, Le Jour où la Terre s'arrêta (The Day the Earth Stood Still, Robert Wise, 1951 — qui réalisera plus tard le premier Star Trek, le film) et Planète interdite (Forbidden Planet, Fred M. Wilcox, 1956). Mais il ne faut pas oublier une production plus populaire mais aussi emblématique, caractérisée (avant l’ère de la télévision) par les serials, films découpés en épisodes, dont les héros s’appelaient Flash Gordon (1936, 13 épisodes) ou Buck Rogers (1939, 12 épisodes).
La bande dessinée ne fut pas en reste, avec l’explosion des comics comme Buck Rogers et Flash Gordon, et ceux qui sont consacrés aux super-héros (Superman, Batman, Wonder Woman (de la DC Comics), ou bien encore Spider-Man, les Quatre Fantastiques, X-Men (de la Marvel)). En France, de 1953 à 1962, les publications Artima développèrent ce genre dans des publications de kiosque, avec des histoires originales (Meteor, Atome Kid), et des traductions de matériel britannique (La Famille Rollinson dans l'espace) ou américain (Aventures Fiction, Sidéral, etc.).
Parmi les écrivaines de l'époque on trouve Judith Merril, autrice de Le Permissionnaire, Alice Eleanor Jones, autrice de Life, Incorporated (1955), The Happy Clown (1955), Recrutement Officer (1955) ; et Shirley Jackson, autrice de Maison hantée (1959) et Nous avons toujours vécu au château (1962).

### Mutations des années 1960-1970

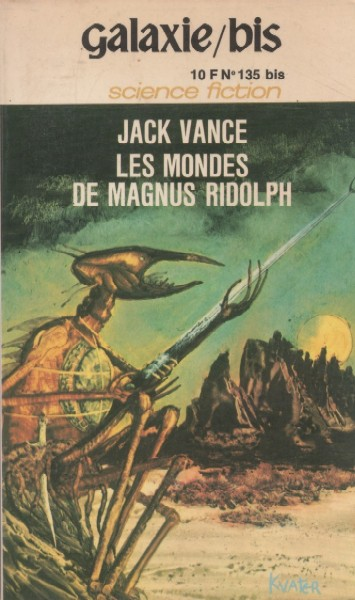
Illustration de couverture du Galaxie bis no 45 (1975).

Depuis les années 1960-1970 émerge une science-fiction différente, moins narrative, influencée par la contre-culture et les sciences humaines. Elle porte un regard critique sur notre société et propose souvent une réflexion sur les problèmes contemporains (écologie, sociologie, rôle des médias, sexualité, drogues, rapport au pouvoir, aux nouvelles technologies, à l’histoire). Elle est ancrée dans son temps et ses problématiques, tout en restant œuvre d’évasion. Elle sert aussi d'exutoire comme le fut La Guerre éternelle de Joe Haldeman, roman dans lequel l'auteur exorcise sa guerre du Viêt Nam. Cela n'empêche pas les éditeurs de continuer à publier une science-fiction purement distractive.
En 1967, Anne McCaffrey commence sa série de science-fiction La Ballade de Pern. Deux des nouvelles incluses dans le premier roman, Le Vol du dragon font de McCaffrey la première femme à remporter un prix Hugo ou Nebula. La main gauche de la nuit d'Ursula K. Le Guin se déroule sur un monde unigenré, une planète dont les habitants n'ont pas de sexe biologique fixe. C'est l'un des exemples les plus influents d'anticipation, de science-fiction féministe et de science-fiction anthropologique,.
Des écrivaines telles que Louky Bersianik (L'Euguélionne, 1976) ou Françoise d'Eaubonne (Les bergères de l’apocalypse, 1978) s'approprient le genre pour exprimer des revendications féministes dont on pourra trouver le prolongement dans des dystopies telles que La servante écarlate de Margaret Atwood. Marge Piercy publie Une femme au bord du temps en 1976 et  Joanna Russ L'Autre Moitié de l'homme  en 1970.
La science-fiction a également exploré d'autres voies à travers l'expérimentation stylistique. Au Royaume-Uni, la new wave est née autour de Michael Moorcock et sa revue New Worlds. Brian Aldiss et J. G. Ballard, dont le roman Crash est un bon exemple des recherches formelles poursuivies par cette école. Judith Merril a popularisé le genre aux États-Unis, sans toutefois employer le terme New Wave. En 1966, l'américain Robert Heinlein décrit dans Révolte sur la Lune, une société libertaire innovante. En France, Michel Jeury s'est inspiré du Nouveau Roman dans Les Singes du temps et Le Temps incertain.
Certains auteurs utilisent des tropes de science-fiction reconnaissables, mais ne les commercialisent pas comme de la science-fiction :  The Stone Gods (en) (2007) de Jeanette Winterson, et Le Dernier Homme (roman) (2003) de Margaret Atwood.
Doris Lessing, qui a reçu plus tard le prix Nobel de littérature, a écrit une série de cinq romans de SF entre 1979 et 1983, Canopus dans Argo qui dépeignent les efforts des espèces et civilisations plus avancées pour influencer celles qui le sont moins, y compris les humains sur Terre,,.

### Année 1980 - 1990
En 1986, Lois McMaster Bujold commence sa Saga Vorkosigan par un premier roman Cordelia Vorkosigan (roman) avec un personnage féminin fort, Cordelia,.

### Actuellement
Depuis lors, la science-fiction est un genre riche et diversifié. Elle mêle des œuvres de grande qualité (et a gagné ses lettres de noblesse littéraires avec des auteurs comme Ray Bradbury) à de la « littérature de gare ». Parmi les auteurs contemporains, on peut citer entre autres Orson Scott Card, Dan Simmons, Iain Banks, Alastair Reynolds ou encore Peter F. Hamilton. Le Français Alain Damasio, propose quant à lui une science fiction libertaire et militante en réaction face aux sociétés de contrôles et à l'émergence des réseaux sociaux.
Les sous-genres, évoqués au début du texte, se sont aussi multipliés et de nouveaux continuent d’apparaître.
La science-fiction est aujourd'hui utilisée notamment dans l'armée française, une dizaine d'auteurs spécialisés dans ce genre narratif ont été sollicités afin d'imaginer des potentielles menaces entre 2030 et 2060,.

#### Nouvelle géographie
La science-fiction a aussi étendu son essor géographiquement, bien au-delà des États-Unis. On a vu, par exemple, une « nouvelle vague » de science-fiction française dans les années 1970 (avec, entre autres, Pierre Pelot (alias Pierre Suragne), Jean-Pierre Andrevon, Gérard Klein (également responsable de la collection Ailleurs et Demain des éditions Robert Laffont, qui a beaucoup fait pour donner à cette littérature ses lettres de noblesse), Michel Jeury, Philippe Goy, Dominique Douay, Pierre Bordage et Ayerdhal ou encore Philippe Ébly (pour les enfants et adolescents des années 1970 et 1980). Et aussi René Barjavel qui excelle dans ce domaine. On compte aussi de nombreux auteurs de talent dans les pays de l’Est (rarement traduits en français) avec à leur tête le Polonais Stanislas Lem (Stanisław Lem) et les frères russes Arcadi et Boris Strougatski.
Si en France les revues spécialisées n’ont jamais joué un rôle de premier plan, comme aux États-Unis, elles n’en existent pas moins. Parmi les principales, on peut citer Galaxies, Bifrost, Fiction, Khimaira, Lunatique, Science-Fiction magazine, Solaris, Univers.

#### Cinéma et séries d'animation
Dans le monde francophone, particulièrement en France et au Québec, l'anglicisme sci fi est parfois utilisé pour désigner ce genre cinématographique.
Grâce au cinéma le lectorat a grandement augmenté. La science-fiction est d'ailleurs l'un des genres majeurs du cinéma, soit sous la forme d’adaptations d’œuvres littéraires, soit sous la forme de créations originales. Le Voyage dans la Lune (1902) de Georges Méliès peut être considéré comme le premier de ces films. Parmi les films qui ont défini le genre, on peut retenir 2001, l’Odyssée de l’espace (1968) de Stanley Kubrick, La Planète des singes (1968) de Franklin Schaffner, Star Wars (1977) de George Lucas (qui intègre plusieurs éléments relevant davantage de la fantasy), Alien - Le huitième passager (1979) et Blade Runner (1982) de Ridley Scott, Mad Max (1979) de George Miller, Les années 1980 peuvent être considérées comme la décennie de la science-fiction, dont les plus grands exemples sont certainement E.T., l'extra-terrestre (1982) de Steven Spielberg et la trilogie de Retour vers le futur (1985, 1989, 1990) de Robert Zemeckis.
La série télévisée britannique Doctor Who, apparue en 1963, est encore en cours de production à partir de 2023 et est ainsi la plus longue série télévisée de science-fiction ; elle a inspiré de nombreux auteurs de science-fiction. La série Star Trek (datant de 1966) a été remise à la mode grâce à une série de films dérivés.
Le cinéma de science-fiction s'est considérablement diversifié à partir des années 1990 avec Jurassic Park de Steven Spielberg, ainsi qu'Independence Day et Stargate, la porte des étoiles (1994) de Roland Emmerich. Ce film engendra les séries à succès Stargate SG-1, Stargate Atlantis et Stargate Universe (respectivement, à partir de 1997, 2004 et 2009). La combinaison avec la comédie fut de nouveau possible grâce à Men in Black de Barry Sonnenfeld, et le drame catastrophe avec Armageddon de Michael Bay. En 1999, Matrix de Lana et Lilly Wachowski ouvrit une nouvelle ère pour la science-fiction, avec pour thème le danger d'un monde informatisé. Cela n'empêcha pas les retours aux sources avec le remake La Guerre des mondes (d’après H. G. Wells) et Minority Report (d'après une nouvelle de Philip K. Dick) ; deux films réalisés par Steven Spielberg, l'un des maîtres incontestés du genre. L’idée perçue du film de science-fiction est souvent associée à une débauche d’effets spéciaux, mais il existe des films dits de « science-fiction minimaliste », qui mettent en scène la fiction sans aucun effet spécial, uniquement en jouant avec le cadrage, la mise en scène, le jeu d’acteurs et la musique ; citons, par exemple, La Jetée de Chris Marker (1962), Solaris et Stalker d’Andreï Tarkovski (1979), Le Trésor des îles Guerrières de François-Jacques Ossang (1990), ou encore Cypher (film, 2002) de Vincenzo Natali, FAQ: Frequently Asked Questions de Carlos Atanes (2004) et Bienvenue à Gattaca d’Andrew Niccol (Gattaca, 1997).
Concernant le cinéma d’animation, les Japonais occupent une place prépondérante tant au cinéma qu’à la télévision (on parle d’anime ou de manga eiga pour désigner ces réalisations), avec notamment des réalisateurs comme Leiji Matsumoto (univers d’Albator et ses dérivés), Katsuhiro Ōtomo (Akira) et Mamoru Oshii (Ghost in the Shell). Mais des réalisations françaises (Le Secret des Sélénites ou Les Fabuleuses Aventures du légendaire baron de Münchhausen de Jean Image, Gandahar de René Laloux), ou bien américaines (Métal hurlant), font partie intégrante du développement de la science-fiction dans le cinéma d’animation. La déferlante des séries d’animation japonaises (parfois coproduites avec des Français ou des Américains), qui constituèrent l’essentiel des programmes « jeunesse » de la télévision française durant la décennie 1978-1988, contribua largement à populariser le genre en France, bénéficiant d’une diffusion médiatique de masse sur des chaînes hertziennes (TF1, Antenne 2, FR3, puis La Cinq) aux heures de grande audience. De ce fait, des séries telles que Goldorak, Capitaine Flam, Albator, Il était une fois… l'Espace, La Bataille des planètes, Les Mystérieuses Cités d'Or et Ulysse 31 ont marqué une génération d’enfants des années 1980.

#### Bande dessinée
En bande dessinée, la science-fiction est l’occasion de développer des univers esthétiques fabuleux.
Aux États-Unis, après l’explosion des comics comme Buck Rogers et surtout Flash Gordon d’Alex Raymond (1934). Les précurseurs français sont Raymond Poïvet et Roger Lécureux avec les Pionniers de l'Espérance (1945), Marijac et Auguste Liquois ou Pierre Duteurtre avec Guerre à la Terre publié par Coq hardi (1946/47) et Kline avec Kaza le martien paru dans l’hebdomadaire OK (Belgique), de 1946 à 1948. Cette bande dessinée s'inspirait de Flash Gordon. En 1947 au Québec, le journal Le Progrès du Saguenay publie la première bande dessinée de science-fiction du pays : Les Deux Petits Nains, du jeune Paulin Lessard. Il est difficile de ne pas parler d’Edgar P. Jacobs, dont Le Rayon U fut publié en 1943. À la fin des années 1940, il crée la série des aventures de Blake et Mortimer, un classique du genre.
Hergé publie Objectif Lune en 1950 et On a marché sur la Lune en 1952.
Il y eut ensuite Barbarella (1962) de Jean-Claude Forest, Les Naufragés du temps (1964) de Paul Gillon et Jean-Claude Forest, Lone Sloane (1966) de Philippe Druillet, Luc Orient (1967) d'Eddy Paape et Michel Greg et enfin et surtout Valérian, agent spatio-temporel devenu plus tard Valérian et Laureline de Jean-Claude Mézières, Pierre Christin et Évelyne Tranlé (de 1967 à aujourd'hui) qui popularisa le genre science-fiction en bande dessinée. Christin et Mézières souhaitaient que les aventures de Valérian et Laureline soient aussi des histoires de politique-fiction (écologie, relation de classes ou de travail, féminisme, syndicalisme, etc.) plutôt situées à gauche mais non directement ou ouvertement politique comme il peut y en avoir dans Charlie Hebdo. Mézières fut largement pillé par les décorateurs et les costumiers de George Lucas, qui possédait, entre autres, nombre des albums de Valérian dans sa bibliothèque, pour Star Wars (1977),.
Roger Leloup est un scénariste et dessinateur belge dont une partie de la série Yoko Tsuno se déroule dans un univers empreint de science-fiction. Certains albums des Aventures de Tintin et Milou peuvent être classés dans la catégorie science-fiction, par exemple On a marché sur la Lune, qui raconte, avec quinze ans d’avance, le premier voyage sur la Lune, ou Vol 714 pour Sydney, qui fait intervenir des extraterrestres. Parmi les grands créateurs du genre, on compte beaucoup de dessinateurs et de scénaristes français ou travaillant en France, notamment ceux qui gravitent autour du journal Métal hurlant ; citons, par exemple, Enki Bilal, Caza, Philippe Druillet, Alejandro Jodorowsky, Olivier Ledroit, Moebius et Olivier Vatine. De même avec le magazine bimensuel Ère comprimée avec Dick Matena, Rafa Negrete ou encore Cacho Mandrafina.
On trouve également François Bourgeon avec Le Cycle de Cyann, une série qui invente une civilisation avec des mœurs, une faune et une flore parfaitement structurées.
Aux États-Unis, on peut citer Alex Raymond, Richard Corben, Frank Miller, et les Britanniques Simon Bisley, Pat Mills (scénariste) et Alan Moore (scénariste).
En 1950, Frank Hampson créa pour le magazine britannique Eagle, Dan Dare, Pilot of the Future.
Les mangas (bandes dessinées japonaises) exploitent elles aussi énormément les thèmes de la science-fiction et du fantastique. Citons par exemple Gō Nagai, Akira Toriyama, Katsuhiro Ōtomo et Masamune Shirow.

#### Œuvres audio
Alain Damasio a scénarisé Fragments Hackés d’un Futur qui résiste, une fiction audio qui propose un univers dystopique, et dresse un monde où bien commun et libertés individuelles ont laissé place à une surveillance étatique et policière extrême. L'œuvre est lauréat 2015 du Grand Prix de la fiction radiophonique de la Société des gens de lettres.

## Fandom, lectorat et prix littéraires
La littérature de science-fiction a généré une importante activité : du fait de sa publication relativement marginale, elle a très tôt suscité la création de formes d'institutionnalisation qui lui étaient refusées par la littérature « distinguée » et la critique littéraire source de légitimité. Des communautés d'initiés se sont créées : l'expression fandom de la science-fiction ou fandom SF fait ainsi référence à la communauté de gens dont l'un des intérêts principaux réside dans la science-fiction, ces personnes étant en contact les uns avec les autres en raison de cette passion commune. La notion de fandom est donc associée à celle de sous-culture, dont la spécificité « science-fictionnesque » a été interrogée par des acteurs de ce domaine, tels Gérard Klein ou Philippe Curval.
Des prix littéraires ont aussi été créés, d'abord par les amateurs de science-fiction, puis par des éditeurs qui ont contribué à la professionnalisation du genre. Les plus importants sont les prix Hugo et Nebula pour les États-Unis et pour la France le Grand prix de l'Imaginaire et le prix Rosny aîné.
D'après certaines enquêtes, le lectorat de la science-fiction serait majoritairement composé de garçons, collégiens ou lycéens. Des études sociologiques plus rigoureuses suggèrent en revanche que le genre n'est pas le critère dominant, la SF étant, à l'école, la littérature privilégiée des bons élèves et issus de milieux aisés de même que ses lecteurs adultes disposent d'une éducation supérieure à la moyenne, technique ou non.

## Sélection d'œuvres

### Littérature
- 1650 – Histoire comique des États et Empires de la Lune, de Savinien de Cyrano de Bergerac
- 1818 – Frankenstein ou le Prométhée moderne, de Mary Shelley
- 1864 – Voyage au centre de la Terre, de Jules Verne
- 1895 – La Machine à explorer le temps, de H. G. Wells
- 1896 – L'Île du docteur Moreau, de H. G. Wells
- 1931 – Le Meilleur des mondes, de Aldous Huxley
- 1943 – Ravage, de René Barjavel
- 1945 – Le Monde des non-A, de A. E. van Vogt
- 1948 – 1984, de George Orwell
- 1950 – Chroniques martiennes, de Ray Bradbury
- 1951 – Fondation, d'Isaac Asimov
- 1963 – La Planète des singes, de Pierre Boulle
- 1965 – Dune, de Frank Herbert
- 1966 – Les androïdes rêvent-ils de moutons électriques ?, de Philip K. Dick
- 1966 – Des fleurs pour Algernon, de Daniel Keyes
- 1969 – Ubik, de Philip K. Dick
- 1971 – La Main gauche de la nuit de Ursula Le Guin
- 1971 – Le Fleuve de l'éternité, de Philip José Farmer
- 1973 – Le Temps incertain, de Michel Jeury
- 1974 – Le Monde inverti, de Christopher Priest
- 1976 – La Guerre éternelle, de Joe Haldeman
- 1978 - La Chasse au hurleur (en), d'Ansen Dibell
- 1980 – La comète de Lucifer, d'Ian Wallace
- 1981 – Forteresse des étoiles, de Carolyn Janice Cherry
- 1984 – Manifeste cyborg de Donna Haraway
- 1989 – Hypérion, de Dan Simmons
- 1993 – L'Aube écarlate, de Lucius Shepard
- 1999 – La Zone du Dehors, d'Alain Damasio
- 2005 – Le Goût de l'immortalité de Catherine Dufour
- 2016 – The Geek Feminist Revolution de Kameron Hurley
- 2017 – Journal d’un AssaSynth de Martha Wells

### Théâtre
- 1920 – R.U.R., de Karel Čapek

### Cinéma
- 1902 – Le Voyage dans la Lune, de Georges Méliès
- 1927 – Metropolis, de Fritz Lang
- 1951 – Le Jour où la Terre s'arrêta, de Robert Wise
- 1953 – La Guerre des mondes (film, 1953), de Byron Haskin
- 1956 – Planète interdite, de Fred McLeod Wilcox
- 1959 – Voyage au centre de la Terre, de Henry Levin
- 1960 – La Machine à explorer le temps, de George Pal
- 1962 – La Jetée, de Chris Marker
- 1968 – 
  - La Planète des singes, de Franklin J. Schaffner
  - 2001, l'Odyssée de l'espace, de Stanley Kubrick
- 1972 – Solaris, d'Andreï Tarkovski
- 1973 – Soleil vert, de Richard Fleischer
- 1974 – Zardoz, de John Boorman
- 1977 – 
  - Star Wars, de George Lucas
  - Rencontres du troisième type, de Steven Spielberg
- 1979 – 
  - Mad Max, de George Miller
  - Alien, de Ridley Scott
  - Stalker, d'Andreï Tarkovski
  - Le Trou noir de Gary Nelson
- 1981 – 
  - New York 1997, de John Carpenter
  - Outland, de Peter Hyams
- 1982 – 
  - Blade Runner, de Ridley Scott
  - The Thing, de John Carpenter
  - Tron de Steven Lisberger
- 1984 – Terminator, de James Cameron
- 1985 – 
  - Brazil, de Terry Gilliam
  - Retour vers le futur, de Robert Zemeckis
- 1986 – La Mouche, de David Cronenberg
- 1987 – Robocop, de Paul Verhoeven
- 1989 – Abyss, de James Cameron
- 1990 – Total Recall, de Paul Verhoeven
- 1991 – Terminator 2 : Le Jugement dernier, de James Cameron
- 1993 – Jurassic Park, de Steven Spielberg
- 1995 – L'Armée des douze singes, de Terry Gilliam
- 1996 – Mars Attacks!, de Tim Burton
- 1997 – 
  - Le Cinquième Élément, de Luc Besson
  - Men in Black, de Barry Sonnenfeld
  - Bienvenue à Gattaca, de Andrew Niccol
- 1999 – Matrix, de Lilly et Lana Wachowski
- 2000 – Battle Royale, de Kinji Fukasaku
- 2002 – Minority Report, de Steven Spielberg
- 2003 – 28 jours plus tard, de Danny Boyle
- 2004 – I, Robot, d'Alex Proyas
- 2007 – Je suis une légende, de Francis Lawrence
- 2009 – 
  - District 9, de Neill Blomkamp
  - La Route, de John Hillcoat
  - Avatar, de James Cameron
- 2010 – Inception, de Christopher Nolan
- 2013 – Gravity, d'Alfonso Cuarón
- 2014 – Interstellar, de Christopher Nolan
- 2015 – 
  - Seul sur Mars, de Ridley Scott
  - Ex Machina, d'Alex Garland
  - Mad Max: Fury Road, de George Miller
- 2016 – Premier Contact, de Denis Villeneuve
- 2017 – Blade Runner 2049, de Denis Villeneuve
- 2018 – Ready Player One, de Steven Spielberg
- 2021 – Dune, de Denis Villeneuve

### Télévision
- 1959 – La Quatrième Dimension, de Rod Serling
- 1963 – Doctor Who, de la BBC (créée par Sydney Newman et Donald Wilson)
- 1966 – Star Trek, de Gene Roddenberry
- 1987 – Star Trek : La Nouvelle Génération, de Gene Roddenberry
- 1993 – X-Files : Aux frontières du réel, de Chris Carter
- 1997 – Stargate SG-1, de Brad Wright et Jonathan Glassner
- 1999 – Futurama, de Matt Groening
- 2004 – Battlestar Galactica, de Glen A. Larson et Ronald D. Moore
- 2006 – Heroes, de Tim Kring
- 2008 – Fringe, de J. J. Abrams, Alex Kurtzman et Roberto Orci
- 2010 – The Walking Dead, de Frank Darabont et Robert Kirkman
- 2011 – Black Mirror, de Charlie Brooker
- 2012 – Real Humans, de Lars Lundström
- 2014 – Rick et Morty, de Dan Harmon et Justin Roiland
- 2015 – The Expanse, de Mark Fergus et Hawk Ostby
- 2015 – Sense8, de Lilly et Lana Wachowski ainsi que Joseph Michael Straczynski
- 2016 – Westworld, de Jonathan Nolan et Lisa Joy
- 2017 – Dark de Baran bo Odar et Jantje Friese
- 2021 – Foundation, de David S. Goyer (adaptation de Fondation, d'Isaac Asimov)
- 2022 – Silo, adaptation du roman éponyme de Hugh Howey

### Jeu vidéo
- 1978 – Space Invaders, de Taito
- 1979 – 
  - Asteroids, d'Atari Inc.
  - Galaxian, de Namco
- 1981 – 
  - Defender, de William Electronics
  - Tempest, d'Atari Inc.
- 1985 – Gradius, de Konami
- 1986 – Metroid, d'Intelligent Systems et Retro Studios
- 1987 – 
  - Metal Gear, de Kojima Productions
  - Megami Tensei, d'Atlus
  - Mega Man, de Capcom
- 1989 – Mother, d'Ape (Creatures) et HAL Laboratory
- 1993 – 
  - Star Fox, édité par Nintendo
  - Doom, d'id Software
- 1994 – X-COM, commencé par MicroProse
- 1996 – Resident Evil, de Capcom
- 1997 – Fallout, de Black Isle Studios puis Bethesda
- 1998 –
  - StarCraft, de Blizzard Entertainment
  - Half-Life, de Valve
- 1999 – Homeworld, de Relic Entertainment
- 2000 – Deus Ex, de Ion Storm puis Eidos Interactive
- 2001 – 
  - Pikmin, de Nintendo EAD
  - Halo, de Bungie puis 343 Industries
- 2002 – Ratchet and Clank, d'Insomniac Games
- 2003 – EVE Online, de CCP
- 2004 – Killzone, de Guerrilla Games
- 2006 – Gears of War, d'Epic Games puis The Coalition
- 2007 – 
  - Assassin's Creed, d'Ubisoft Montréal
  - Mass Effect, de BioWare
  - Portal, de Valve
  - BioShock, d'Irrational Games
- 2008 – Dead Space, de Visceral Games
- 2009 – 
  - Infamous, de Sucker Punch Productions
  - Borderlands, de Gearbox Software
- 2013 – The Last of Us, de Naughty Dog
- 2014 – Destiny, de Bungie
- 2016 – 
  - Stellaris, de Paradox Development Studio
  - Overwatch, de Blizzard Entertainment
  - No Man's Sky, de Hello Games
- 2017 – 
  - Horizon Zero Dawn, de Guerrilla Games
  - Observer, de Bloober Team
- 2018 –
  - Detroit: Become Human, de Quantic Dream
  - Among Us, d'Innersloth
- 2019 – Anthem, de BioWare
- 2020 – Cyberpunk 2077, de CD Projekt
- 2022 - Atomic Heart, de Mundfish
- 2023 - Starfield, de Bethesda Game Studios
- En développement – Star Citizen, de Cloud Imperium Games

## Événements ayant pour thème la science-fiction
Les rassemblements autour de la littérature de science-fiction sont traditionnellement appelés «convention».

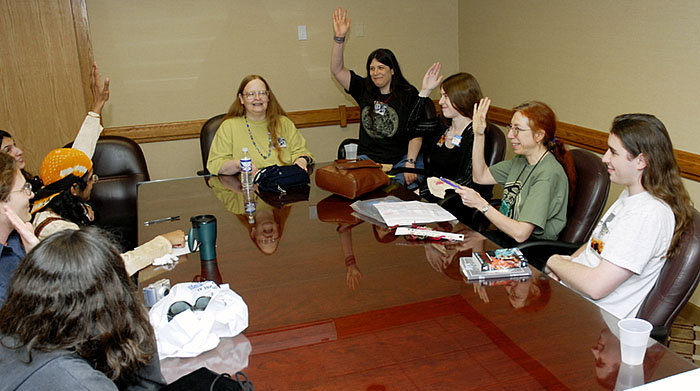
lisant à la convention de Minneapolis connue sous le nom de in 2006

### Festivals en France
- Les Utopiales de Nantes, festival international annuel consacré à la science-fiction.
- Les Imaginales, festival annuel à Épinal.
- La Convention nationale française de science-fiction, annuelle (durant l'été), de type convention (change de lieu chaque année) ; parfois associée à une EuroCon, convention européenne (annuelle), ou à une WorldCon, convention mondiale (annuelle).
- Les Oniriques de Meyzieu (est-Lyon), bisannuel (en mars années impaires), orienté fantasy.
- Les Rencontres de l'imaginaire de Sèvres.
- Grésimaginaire, dans la vallée du Grésivaudan, en Isère, bisannuel (au printemps des années paires).
- Les Aventuriales de Ménétrol, annuel (fin septembre), proche de Clermont-Ferrand, très orienté fantasy et cosplay.
- Nice-Fictions, annuel, à Nice.
- Les Hypermondes, annuel, à Mérignac, près de Bordeaux.
- La convention OctoGônes, à Lyon et autour, annuel (en octobre).
- Le Festival Yggdrasil, à Lyon, annuel (fin-sept & mi-février), orienté fantasy.
- Le festival Étonnants Voyageurs, festival de littérature en général, à Saint-Malo.
- Le Salon du Livre, à Paris, annuel (au printemps).
- Les Intergalactiques, à Lyon.

#### Études
- Marc Atallah, Écrire demain, penser aujourd'hui. La Science-fiction à la croisée des disciplines: façonner une poétique, esquisser une pragmatique, thèse de doctorat sous la dir. de Danielle Chaperon, Lausanne, 2008
- Jacques Baudou, La Science-fiction, Que sais-je ?, PUF, 1985
- Roger Bozzetto, La Science-fiction, Armand Colin, 2007
- Simon Bréan, préface de Gérard Klein, La Science-fiction en France. Théorie et histoire d'une littérature, PUPS, 2012
- Gianni Haver et Patrick J. Gyger (dir.), De beaux lendemains ? Histoire, société et politique dans la science-fiction, Antipodes, 2002
- Roland Lehoucq, La SF sous les feux de la science, Éditions Le Pommier, 2012
- Amis Kingsley (Préface de Jean-Louis Curtis), L’Univers de la science-fiction, traduit de l'américain par Élisabeth Gille, Payot, 1962
- I. Langlet, La Science-fiction. Lecture et poétique d'un genre littéraire, Armand Colin, 2006
- Gilbert Millet et Denis Labbé, La Science-fiction, Belin, janvier 2002
- André-François Ruaud et Raphaël Colson, Science-fiction, une littérature du réel, Klincksieck, 2006
- Richard Saint-Gelais, L'Empire du pseudo : modernités de la science-fiction, Québec, Nota Bene, 2005,  (ISBN 978-2-89518-034-0)
- Darko Suvin, Pour une poétique de la science-fiction, Presses de l'Université du Québec, 1977
- Peter Szendy, Kant chez les extraterrestres. Philosofictions cosmopolitiques, Minuit, 2011
- Jean-Clet Martin, Logique de la science-fiction. De Hegel à Philip K. Dick, Les impressions nouvelles, 2017

#### Dictionnaires et encyclopédies
- Brian Ash, Encyclopédie visuelle de la science fiction, Albin Michel  (ISBN 978-2-226-00691-2)
- Claude Aziza & Jacques Goimard, Encyclopédie de poche de la science-fiction, Presses Pocket, 1986
- Stan Barets, Le Science-fictionnaire (anciennement « Catalogue des âmes et cycles de la science-fiction » publié en 1981), « Présence du futur » Denoël
- Francis Berthelot, Bibliothèque de l’Entre-Mondes : Guide de lecture, les transfictions, « Folio science-fiction » Gallimard
- (en) John Clute and Peter Nicholls, The Encyclopedia of Science Fiction, New York : St Martin's Press, 1995  (ISBN 978-0-312-13486-0)
- Jacques Goimard, Critique de la science-fiction, « Agora » Pocket, 2002
- Lorris Murail, Les maîtres de la science-fiction, coll. Les compacts, Bordas, 1993
- Lorris Murail, Le Guide Totem de la science-fiction, Larousse, 1999
- François Rouiller, 100 mots pour voyager en Science-Fiction, Les Empêcheurs de Penser en Rond, 2006
- Francis Valéry, Passeport pour les étoiles, « Folio science-fiction » Gallimard
- Pierre Versins, Encyclopédie de l'utopie, des voyages extraordinaires et de la science-fiction, l'Âge d'homme, 1972
- (it) Claudia Mongini et Giovanni Mongini, Storia del cinema di fantascienza: Dal 1985 al 1990, Fanucci, 2000 (ISBN 978-88-347-0709-8).